# Rezerwat przyrody Zakole Zakroczymskie
Rezerwat przyrody Zakole Zakroczymskie – wodny rezerwat przyrody położony w województwie mazowieckim na gruntach:
- wsi Sady w gminie Czosnów,
- wsi Stare Grochale w gminie Leoncin,
- miasta Zakroczym[3].

Obejmuje obszar wysp, piaszczystych łach oraz wód rzeki Wisły.
Został powołany na mocy rozporządzenia Ministra Ochrony Środowiska, Zasobów Naturalnych i Leśnictwa z dnia 23 grudnia 1998, na powierzchni 528,42 ha. Zarządzeniem Regionalnego Dyrektora Ochrony Środowiska w Warszawie z dnia 17 maja 2019 powiększono go do 545,4755 ha.
Celem ochrony jest zachowanie ze względów naukowych i dydaktycznych ostoi lęgowych rzadkich i ginących gatunków ptaków występujących na obszarze rzeki Wisły.
Na mocy obowiązującego planu ochrony ustanowionego w 2018 roku, obszar rezerwatu objęty jest ochroną czynną. Nadzór nad rezerwatem sprawuje zastępca Regionalnego Dyrektora Ochrony Środowiska w Warszawie – Regionalny Konserwator Przyrody.
Rezerwat leży w obrębie otuliny Kampinoskiego Parku Narodowego, w granicach Warszawskiego Obszaru Chronionego Krajobrazu oraz dwóch obszarów sieci Natura 2000: siedliskowego „Kampinoska Dolina Wisły” PLH140029 oraz ptasiego „Dolina Środkowej Wisły” PLB140004. Od zachodu graniczy z rezerwatem „Wikliny Wiślane”, a od wschodu z rezerwatem „Kępy Kazuńskie”.